# Mirja Lehtonen
Mirja Annikki Kierros z d. Lehtonen (ur. 19 października 1942 w Uurainen, zm. 25 sierpnia 2009 w Multia) – fińska biegaczka narciarska, dwukrotna medalistka olimpijska oraz brązowa medalistka mistrzostw świata.

## Kariera
Igrzyska olimpijskie w Innsbrucku w 1964 roku były pierwszymi i zarazem ostatnimi w jej karierze. W biegu na 5 km zdobyła srebrny medal, ulegając jedynie Kławdiji Bojarskich ze Związku Radzieckiego o zaledwie 2,4 sekundy. Ponadto wspólnie z Senją Pusulą i Toini Pöysti wywalczyła brązowy medal w sztafecie 3 × 5 km. Zajęła także 10. miejsce na dystansie 10 km techniką klasyczną.
W 1962 roku wystartowała na mistrzostwach świata w Zakopanem. Wraz z Siiri Rantanen i Eevą Ruoppa zdobyła kolejny brązowy medal w sztafecie. Na tych samych mistrzostwach zajęła piąte miejsce zarówno w biegu na 5 km jak i w biegu na 10 km techniką klasyczną. Na kolejnych mistrzostwach świata już nie startował.
Ponadto Lehtonen była pięciokrotną mistrzynią Finlandii: w biegu na 5 km w latach 1963 i 1964 oraz w biegu na 10 km  w latach 1961, 1962 i 1963.

## Osiągnięcia

### Igrzyska Olimpijskie
| Miejsce | Dzień    | Rok  | Miejscowość | Konkurencja             | Czas biegu | Strata  | Zwyciężczyni       |
| ------- | -------- | ---- | ----------- | ----------------------- | ---------- | ------- | ------------------ |
| 10.     | 1 lutego | 1964 | Innsbruck   | 10 km stylem klasycznym | 40:24,3    | +1:42,6 | Klawdia Bojarskich |
| 2.      | 5 lutego | 1964 | Innsbruck   | 5 km stylem klasycznym  | 17:50,5    | +2,4    | Klawdia Bojarskich |
| 3.      | 7 lutego | 1964 | Innsbruck   | Sztafeta 3 × 5 km       | 59:20,2    | +3:24,9 | ZSRR               |

### Mistrzostwa świata
| Miejsce | Dzień     | Rok  | Miejscowość | Konkurencja             | Czas biegu | Strata  | Zwyciężczyni      |
| ------- | --------- | ---- | ----------- | ----------------------- | ---------- | ------- | ----------------- |
| 5.      | 19 lutego | 1962 | Zakopane    | 5 km stylem klasycznym  | 19:28,6    | +1:27,1 | Alewtina Kołczina |
| 5.      | 21 lutego | 1962 | Zakopane    | 10 km stylem klasycznym | 39:48,2    | +2:05,0 | Alewtina Kołczina |
| 3.      | 23 lutego | 1962 | Zakopane    | Sztafeta 3 × 5 km       | 58:08,9    | +3:24,1 | ZSRR              |